# I Like to Score
I Like to Score è una compilation di brani del musicista statunitense di elettronica Moby, pubblicata nel 1997.

## Il disco
Caratteristica peculiare del disco, come suggerito dal titolo (che in italiano suonerebbe: "Mi piace fare colonne sonore"), è che contiene esclusivamente tracce apparse in film casualmente usciti negli anni '90, fatta eccezione per Go.

## Edizioni
Negli Stati Uniti questo è stato l'ultimo disco di Moby ad uscire per l'etichetta discografica Elektra (sostituita, poi, dalla V2 Records), ad esclusione di Songs 1993-1998 che, la stessa aveva pubblicato nel 2000 per capitalizzare il successo ritrovato dell'artista.

## Tracce
Musiche di Richard M. Hall ove non indicato altrimenti.
1. Novio – 2:38 – dal film Doppio tiro
2. James Bond Theme (Moby's Re-Version) – 3:23 – dal film Il domani non muore mai
3. Go – 3:59 – da nessun film; si tratta di una nuova versione del brano che campiona il tema di Laura Palmer de I segreti di Twin Peaks
4. Ah-Ah – 2:24 – dal film Fuga dal mondo dei sogni; estratto dall'omonimo brano da Moby
5. I Like to Score – 2:21 – dal film Doppio tiro
6. Oil 1 – 4:51 – dal film Il Santo
7. New Dawn Fades – 5:34 (Bernard Sumner, Peter Hook, Stephen Morris e Ian Curtis) – dal film Heat - La sfida
8. God Moving Over the Face of the Waters – 5:44 – dal film Heat - La sfida; questa versione del pezzo, (Heat Mix), è più corta rispetto a quella di Everything Is Wrong e presenta un nuovo finale
9. First Cool Hive – 5:41 – dal film Scream; la canzone ha un missaggio differente a quello che si trova su Everything Is Wrong
10. Nash – 1:22 – dal film Doppio tiro
11. Love Theme – 4:36 – dal film A casa di Joe
12. Grace – 5:24 – dal cortometraggio Space Water Onion